# تاكاشي ياماموتو (سباح)
تاكاشي ياماموتو (باليابانية: 山本貴司 ) (و. 1978 – م) هو سباح، من اليابان، ولد في أوساكا، شارك في ألعاب الأولمبياد الصيفية سنة 2004، وألعاب الأولمبياد الصيفية 1996، والسباحة في الألعاب الأولمبية الصيفية 2004 - رجال 200 متر فراشة ‏، ودورة الألعاب الآسيوية 2006، وألعاب الأولمبياد الصيفية سنة 2000، ودورة الألعاب الآسيوية 2002، وSwimming at the 2004 Summer Olympics – Men's 4 × 100 metre medley relay ‏.

## التعليم
تعلم في Kindai University ‏.

## روابط خارجية
- تاكاشي ياماموتو على موقع الاتحاد الدولي للسباحة (الإنجليزية)
- تاكاشي ياماموتو على موقع SwimRankings.net (الإنجليزية)
- تاكاشي ياماموتو على موقع أوليمبيديا (الإنجليزية)